# Cavallino (Cavallino-Treporti)
Cavallino è una frazione italiana di 2 881 abitanti del comune di Cavallino-Treporti.

## Geografia fisica
Il centro del paese si trova nella zona centro-orientale dell'omonimo litorale, ma in posizione più interna: si raccoglie infatti lungo la riva meridionale del canale Pordelio che, attraverso il Casson suo affluente, permette i collegamenti tra la Piave Vecchia (ovvero il Sile) e la laguna di Venezia.

## Storia
Il toponimo riprende quello del litorale. A sua volta, esso sembra essere un richiamo alla vicina Equilio - l'antica Jesolo - il cui nome deriverebbe dal venetico *equilo- o *ekilo- con il significato di "pascolo di cavalli" o simile.
Situato in un territorio soggetto a continui mutamenti idrogeologici, l'insediamento è sorto solo nel Cinquecento. Il suo sviluppo fu favorito nel Seicento dallo scavo del canale Casson, che facilitò i collegamenti tra la Piave Vecchia e la laguna e favorì la bonifica della zona. I traffici tra i due corsi d'acqua erano regolati delle cosiddette conche del Cavallino.

## Monumenti e luoghi d'interesse

### Parrocchiale di Santa Maria Elisabetta
Fu innalzata tra il 1744 e il 1751 grazie al contributo del console olandese a Venezia Jacobus Feitama. Ha subito numerosi rimaneggiamenti, tra cui si citano la ricostruzione del campanile (1906) e l'erezione della facciata e dell'abside attuali (1916). L'ultimo restauro è del 1985-1988.
La pala dell'altare maggiore, raffigurante la Visita della Vergine a Elisabetta, viene collocata nella prima metà del Settecento ed è attribuita a Sebastiano Ricci. Sull'altare di destra è collocato il Sogno di San Giuseppe, dipinto da Pietro Vecchia nel Seicento.
L'organo è un Bazzani di fine Ottocento.

### Faro di Piave Vecchia
Situato alla foce della Piave Vecchia, ovvero il Sile, è alto circa 48 m e fu ultimato nel 1951. Il faro precedente, risalente alla metà dell'Ottocento, fu distrutto dall'esercito tedesco durante la seconda guerra mondiale.